# Werner Liebrecht (Politiker)
Werner Liebrecht (* 21. Februar 1936 in Danzig; † 22. August 2011) war ein deutscher Bauingenieur und Politiker (SPD).

## Leben
Liebrecht besuchte die Realschule, absolvierte von 1954 bis 1957 eine Lehre als Maurer und studierte an der Staatlichen Baugewerkschule Eckernförde. Dort legte er 1961 sein Examen als Ingenieur der Fachrichtung Tiefbau ab. Zunächst arbeitete er in Kiel bei einem Bauunternehmen und war ab 1962 in der Verwaltung der Stadt Husum tätig, in der er die Abteilung Stadtentwässerung und Stadtreinigung leitete. Seine politische Karriere begann er 1965 als Mitglied des Kreisvorstandes Husum der Jungsozialisten, deren Kreisvorsitzender er von 1966 bis 1969 war. Ab 1969 war er Vorsitzender des SPD-Ortsvereins Husum.
Dem Kreistag des Kreises Husum gehörte Liebrecht von 1966 bis 1970 an, nach dessen Zusammenlegung mit den Kreisen Eiderstedt und Südtondern zum neuen Kreis Nordfriesland war er bis 1974 Mitglied des Kreistags Nordfriesland.
1971 wurde Liebrecht über die SPD-Landesliste in den Landtag Schleswig-Holsteins gewählt. Er zog auch in der achten, neunten und zehnten Wahlperiode über die Landesliste in den Landtag ein. Dem Landtag gehörte Liebrecht bis 1987 an und war Mitglied einer Reihe von Ausschüssen, darunter der Innenausschuss, der Landesplanungsausschuss und der Untersuchungsausschuss Deponie Schönberg. Von 1980 bis 1987 war er Mitglied der Parlamentarischen Kontrollkommission.
Nach seiner Karriere als Landespolitiker wurde Liebrecht freigestellter Personalrat bei seinem ursprünglichen Arbeitgeber, der Stadt Husum. Diese Funktion übte er bis zur Rente aus. Liebrecht engagierte sich dann von 2009 bis zu seinem Tode erneut als Beisitzer im Husumer Ortsvereinsvorstand der SPD und trieb u. a. die Sanierung des historischen Alten Rathauses voran.